# Бладшот (фильм)
«Бладшот» (англ. Bloodshot) — американский супергеройский фильм 2020 года, основанный на одноимённом персонаже комиксов издательства Valiant Comics. Как ожидается, он станет первым по счету фильмом из кинематографической вселенной Valiant. Режиссёром фильма выступил Дэйв С. Ф. Уилсон, а сценарий написали Джефф Уодлоу и Эрик Хайссерер. Роль главного героя Бладшота исполнил Вин Дизель. В других ролях снялись Эйса Гонсалес, Сэм Хьюэн, Тоби Кеббелл и Гай Пирс. Фильм рассказывает о морском пехотинце, которого ученые воскрешают после смерти и превращают в несокрушимую машину для убийств, обладающую сверхчеловеческими способностями.
«Бладшот» вышел в прокат в США 13 марта 2020 года. Фильм получил смешанные отзывы критиков и собрал в мировом прокате 37 млн долларов. В связи с пандемией COVID-19, приведшей к закрытию кинотеатров по всему миру, компания Sony Pictures Releasing выложила фильм в онлайн-доступе менее, чем через две недели после премьеры в кино. В настоящее время в разработке находится сиквел.

## Сюжет
После успешного проведения спасательной операции в Момбасе (Кения) американский морской пехотинец Рэй и его жена Джина отправляются в отпуск в приморский городок на Амальфитанском побережье Италии. Однако их похищает группа наёмников во главе с Мартином Аксом, который хочет знать, кто навёл спецназ на заложников в Момбасе. Так как Рэй не владеет данной информацией, Акс убивает его и Джину.
Рэя воскрешают в компании Rising Spirit Tech (Технология повышения духа), которая специализируется на разработке кибернетических устройств для американских военнослужащих, ставших инвалидами. Генеральный директор компании доктор Эмиль Хартинг рассказывает Рэю, что тот является первым человеком, которого они воскресили, используя биомеханические конструкции — наниты. Рэй также знакомится с другими пациентами доктора Хартинга, в том числе с бывшим водолазом ВМС США Кей Ти, с которой у него завязывается дружба, а также с бывшими военнослужащими Джимми Далтоном и Маркусом Тиббсом, с которыми он плохо ладит.
К Рэю возвращается память, и он вспоминает Джину и Акса. Он сбегает из лаборатории Rising Spirit Tech в Куала-Лумпуре (Малайзия) и собирается отомстить Аксу за смерть Джины. Используя нанитов для взлома компьютерных баз данных, Рэй узнаёт, что Акс находится в Будапеште (Венгрия). Заблокировав колонну машин в тоннеле, Рэй убивает телохранителей Акса, а затем и его самого. Позже его находят Кей Ти, Далтон и Тиббс, которые возвращают его в лабораторию для перепрограммирования. Выясняется, что Хартинг внедряет Рэю ложные воспоминания о смерти Джины для уничтожения бывших сотрудников Rising Spirit Tech, которых он считает дезертирами.
После записи новых воспоминаний Рэя посылают в Восточный Сассекс (Англия) убить Ника Бэриса, которого он теперь считает убийцей Джины. Хотя Рэю удаётся убить Бэриса и его телохранителей, техник Уилфред Уиганс после смерти Бэриса запускает электромагнитную бомбу, которая выводит из строя Рэя и приводит к потери связи с лабораторией. После воскрешения Рэя Уиганс рассказывает, что Rising Spirit Tech с помощью ложных воспоминаний превратил его в машину смерти. Рэй прибывает в Лондон и встречается с Джиной, которая, как оказывается, бросила его пять лет назад и теперь живёт с новой семьёй.
Кей Ти, недовольная тем, как Хартинг манипулирует Рэем, обращается за помощью к Уигансу. Тем временем Далтон и Тиббс после погони ловят Рэя. Он возвращается в лабораторию для перепрограммирования, но сбегает с помощью Кей Ти и Уиганса, которые вмешиваются в процесс перепрограммирования и взрывают серверную Rising Spirit Tech . Вырвавшись на свободу, Рэй сражается с Далтоном и Тиббсом на крыше лифта.
Далтон позволяет Тиббсу разбиться насмерть, после чего продолжает драку. Рэю удаётся скинуть Далтона в шахту лифта. Рэй противостоит Хартингу, который пытается уничтожить нанитов, но погибает, когда вторая граната, которую он запустил в Рэя, падает к его ногам. Уиганс и Кей Ти воскрешают Рэя, и они втроем уезжают в закат.

## В ролях
- Вин Дизель — Рэй Гаррисон / Бладшот
- Эйса Гонсалес — Кей Ти
- Сэм Хьюэн — Джимми Далтон
- Тоби Кеббелл — Мартин Акс
- Ламорн Моррис — Уилфред Уиганс
- Талула Райли — Джина Гаррисон
- Гай Пирс — Эмиль Хартинг, доктор
- Алекс Эрнандес — Маркус Тиббс
- Йоуханнес Хёйкюр Йоуханнессон — Ник Бэрис
- Сиддхартх Дхананджай — Эрик

## Производство
В марте 2012 года было объявлено о том, что Columbia Pictures приобрела права на экранизацию комикса «Бладшот» от Valiant Comics, производством которого займутся компании Original Film и Valiant Entertainment. Продюсерами проекта стали Нил Мориц, Джейсон Котари, Дэн Минц и Динеш Шамдасани. Для написания сценария был нанят Джефф Уодлоу. В апреле 2015 года Valiant, Sony и Original Film объявили о заключении сделки на пять фильмов, которые позволят перенести супергероев вселенной Valiant Comics на большой экран. В качестве режиссёров фильма «Бладшота» были наняты Дэвид Лейч и Чад Стахелски, а к Уодлоу присоединился ещё один сценарист — Эрик Хайссерер. После ухода из проекта Лейча и Стахелски новым режиссёром «Бладшота» в марте 2017 года был назначен Дэйв Уилсон. Сценарист Адам Козад позже внес свой вклад в сценарий фильма.

### Подбор актёров
В июле 2017 года сообщалось, что переговоры об исполнении главной роли в фильме ведутся с Джаредом Лето. В марте 2018 года было объявлено, что Бладшота сыграет Вин Дизель. В мае стало известно, что в фильме снимутся Сэм Хьюэн, Майкл Шин и Эйса Гонсалес. В июне того же года к актёрскому составу присоединились Талула Райли, получившая роль Джины, жены главного героя, и Алекс Эрнандес в роли учёного по имени Тиббс. Также в июне Тоби Кеббелл и Йоханнес Хаукур Юханнессон были отобраны на роль злодеев. В августе 2018 года Ламорн Моррис прошёл отбор на роль молодого учёного Уилфреда Уиганса. В том же самом месяце стало известно, что Гай Пирс заменит в фильме Шина, который вынужден покинуть проект из-за конфликта графиков и семейных проблем.

### Съёмки
Съёмки фильма начались 6 августа 2018 года и проходили в Кейптауне (ЮАР), Праге (Чехия) и Будапеште (Венгрия). Съёмки официально завершились 25 октября 2018 года.

## Маркетинг
Первый трейлер фильма был выложен на YouTube 21 октября 2019 года.

## Релиз
Компания Sony Pictures Releasing выпустила фильм в американский прокат 13 марта 2020 года. Изначально премьера была запланирована на 21 февраля 2020 года.
Через пять дней после премьеры Sony подтвердила, что из-за пандемии коронавируса COVID-19 фильм выйдет в цифровом формате 24 марта 2020 года. В первые три дня после релиза фильм был самым популярным на Amazon Prime и четвёртым по популярности на iTunes.

## Приём

### Сборы
«Бладшот» заработал в прокате 10 млн долларов в Соединённых Штатах и Канаде и 27,3 млн долларов на других территориях. Общая сумма сборов составила 37,3 млн долларов при производственном бюджете в размере 45 млн долларов.
В Соединённых Штатах и Канаде фильм вышел в прокат одновременно с фильмами «Охота» и «Верю в любовь».  Эксперты прогнозировали, что в первый уикенд фильм соберёт около 10 млн долларов в 2 861 кинотеатрах. В первый день фильм заработал 3,8 млн $, в том числе 1,2 млн. $  принесли предварительные просмотры в четверг. Всего за первый уикенд «Бладшот» собрал 9,3 млн $, заняв по этому показателю третье место. Выходные также были примечательны тем, что были самыми низкими совокупными показателями с октября 1998 года. Низкие сборы фильма связаны с пандемией коронавируса.

### Критика
На сайте Rotten Tomatoes рейтинг фильма составляет 32% на основе 100 рецензий со средней оценкой 4,79/10. Консенсус критиков на сайте гласит: «Бладшот» даёт Вину Дизелю солидную возможность поучаствовать в старомодном боевике, который должен удовлетворить фанатов, даже если конечный результат является разочаровывающе посредственным». На Metacritic у фильма средневзвешенная оценка в 43 баллов из 100, основанная на 28 рецензиях, что указывает на «смешанные или средние отзывы.

## Будущее
У «Бладшота», предназначенного для запуска новой кинематографической вселенной супергероев Valiant, запланирован сиквел, после которого последуют ещё два фильма по мотивам комиксов «Предвестник», а завершится серия кроссовером между двумя экранизациями под названием «Войны Предвестника». Первоначально Sony планировала разработать в первую очередь фильм «Предвестник», а за ним должен был последовать «Бладшот», однако в итоге «Бладшот» был снят первым. Кроме того, в разработке на данный момент находится ещё один фильм из вселенной Valiant, посвящённый супергероине по имени Фейт Герберт / Зефир.
К сентябрю 2019 года стало известно, что фильм «Предвестник» сменил дистрибьютора и будет выпущен Paramount Pictures. Уилсон заявил, что, хотя права на распространение имеют разные киностудии, Valiant по-прежнему планирует создать франшизу на основе фильма «Бладшот», признавая при этом, что Дизель будет играть большую роль в будущем запланированного сериала.
В ноябре 2020 года было объявлено, что сиквел «Бладшота» уже находится в разработке и Вин Дизель вернётся к своей роли. В декабре того же года Дизель подтвердил свое участие в проекте.